# اسپکتر (فیلم ۱۹۷۷)
اسپکتر (به انگلیسی: Spectre) یک تله‌فیلم انگلیسی محصول سال ۱۹۷۷ میلادی توسط جین رادنبری ساخته شده است. و توسط کلایو دانر کارگردانی شده است. بازیگران اصلی این فیلم جان هرت ، جیمز ویلرز ، گوردون جکسون و ماژل برت می‌باشند.   